# La sedia della felicità
Pour plus de détails, voir Fiche technique et Distribution.
La sedia della felicità (littéralement Le Siège du bonheur) est un film italien réalisé par Carlo Mazzacurati sorti en 2013. C'est son dernier film avant sa mort, survenue le 22 janvier 2014.
Le réalisateur s'est inspiré pour le sujet du film du roman russe Les Douze Chaises d'Ilf et Pétrov, déjà porté au cinéma en 1970 par Mel Brooks sous le titre Le Mystère des douze chaises, et par Nicolas Gessner et Luciano Lucignani en 1969 sous le titre 12 + 1 avec Vittorio Gassman.

## Synopsis
Bruna est une esthéticienne qui lutte pour joindre les deux bouts. Trahie par son fiancé et traquée par un fournisseur sans scrupules, elle reçoit une confession sur son lit de mort d'une cliente, à laquelle elle lime les ongles en prison. C'est la mère d'un célèbre bandit, Norma Pecche, qui a caché un trésor composé de bijoux dans l'un des fauteuils de son salon.
Au mépris du danger, Bruna se dirige vers la villa, en restant bloquée derrière un grillage en la mauvaise compagnie d'un sanglier. Son sauveur est Dino, le tatoueur de la vitrine d'à côté, qui finit impliqué dans l'affaire. Après la saisie des biens de Norma et la vente aux enchères de huit chaises, Bruna et Dino suivent les collectionneurs et les acheteurs à la recherche du capitonnage empli de bijoux. Entre les hauts et les bas, les magiciens et les Chinois, la lagune et les montagnes, Bruna et Dino trouveront la vraie richesse.

## Fiche technique
- Réalisation : Carlo Mazzacurati
- Scénario : Carlo Mazzacurati, Doriana Leondieff et Marco Pettenello
- Photographie : Luca Bigazzi
- Montage : Clelio Benevento
- Décors : Giancarlo Basili
- Costumes : Maria Rita Barbera
- Musique : Mark Orton (en)
- Production déléguée : Angelo Barbagallo,
- Sociétés de production : BiBi Film, Rai Cinema
- Société de distribution : 01 Distribution
- Pays :  Italie
- Genre : comédie
- Durée : 98 minutes
- Dates de sortie :  
  - Italie : 24 novembre 2013 (Festival du film de Turin)
  - Italie : 24 avril 2014

## Distribution
- Valerio Mastandrea : Dino Morosi, le tatoueur de la vitrine d'à côté
- Isabella Ragonese : Bruna De Angelis, l'esthéticienne
- Katia Ricciarelli : Norma Pecche
- Giuseppe Battiston : père Weiner
- Antonio Albanese : Dante Becchin
- Fabrizio Bentivoglio : le critique d'art
- Silvio Orlando : le marchand de tableaux à la télévision
- Milena Vukotic : Armida Barbisan
- Raul Cremona : Casimiro Foggia
- Cosimo Messeri : Alex Pavelka
- Marco Marzocca
- Natalino Balasso : Volpato
- Mirko Artuso : Bepin Lievore
- Roberto Abbiati : Giani
- Lucia Mascino : Elisa
- Roberto Citran : le poissonnier

## Production
Le film a été tourné à Jesolo, à Padoue, dans les monts Euganéens, à Abano et les montagnes du Trentin. Le scénariste Marco Pettenello a révélé que pour le tournage du film, lui et Carlo Mazzacurati se sont inspirés du film d'animation Fantastic Mr. Fox de Wes Anderson.
Pour l'interprétation du rôle principal, le réalisateur Carlo Mazzacurati a demandé à l'actrice Isabella Ragonese de s'inspirer des héroïnes de dessins animés japonais de Hayao Miyazaki.

## Sortie
Le film a été présenté en Italie au cours de la 31e édition du Festival du film de Turin en novembre 2013, avant d'être distribué dans les salles italiennes le 24 avril 2014.
Lors de la projection du film par la Cinémathèque de Bologne au Cinéma Lumière, ont été placés divers objets à l'entrée de la salle dans une installation du designer Giancarlo Basili, parmi lesquels plusieurs tableaux originaux et une copie de la chaise de bonheur.
Le film est sorti en Japon le 1er mai 2015 lors du Festival du film italien à Tokyo.

## Prix
Le film a reçu le Grand Prix de Turin, pendant le festival de cinéma de Turin de 2013, où Carlo Mazzacurati a reçu le prix lors d'une de ses dernières apparitions publiques. 
En 2014, au Bari International Film Festival 2014, il est fait hommage au film, alors que Carlo Mazzacurati est décédé en janvier 2014.
- 2014 : David di Donatello
  - Nomination Meilleur film
  - Nomination Meilleur réalisateur pour Carlo Mazzacurati
  - Nomination Meilleure actrice dans un second rôle pour Milena Vukotic
  - Nomination Meilleur acteur dans un second rôle pour Giuseppe Battiston
  - Candidature Meilleures coiffures pour Sharim Sabatini
- 2014 : Ruban d'argent
  - Ruban de l'année à Carlo Mazzacurati
- 2014 : Globe d'or
- Nomination pour la Meilleure comédie de Carlo Mazzacurati

### Crédits de traduction
- (it) Cet article est partiellement ou en totalité issu de l’article de Wikipédia en italien intitulé « La sedia della felicità » (voir la liste des auteurs).